# Hermaeophaga
Hermaeophaga är ett släkte av skalbaggar som beskrevs av Foudras 1860. Hermaeophaga ingår i familjen bladbaggar.
Släktet innehåller bara arten Hermaeophaga mercurialis.

## Bildgalleri

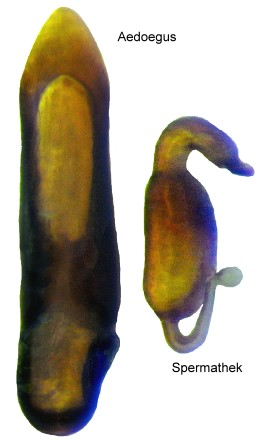
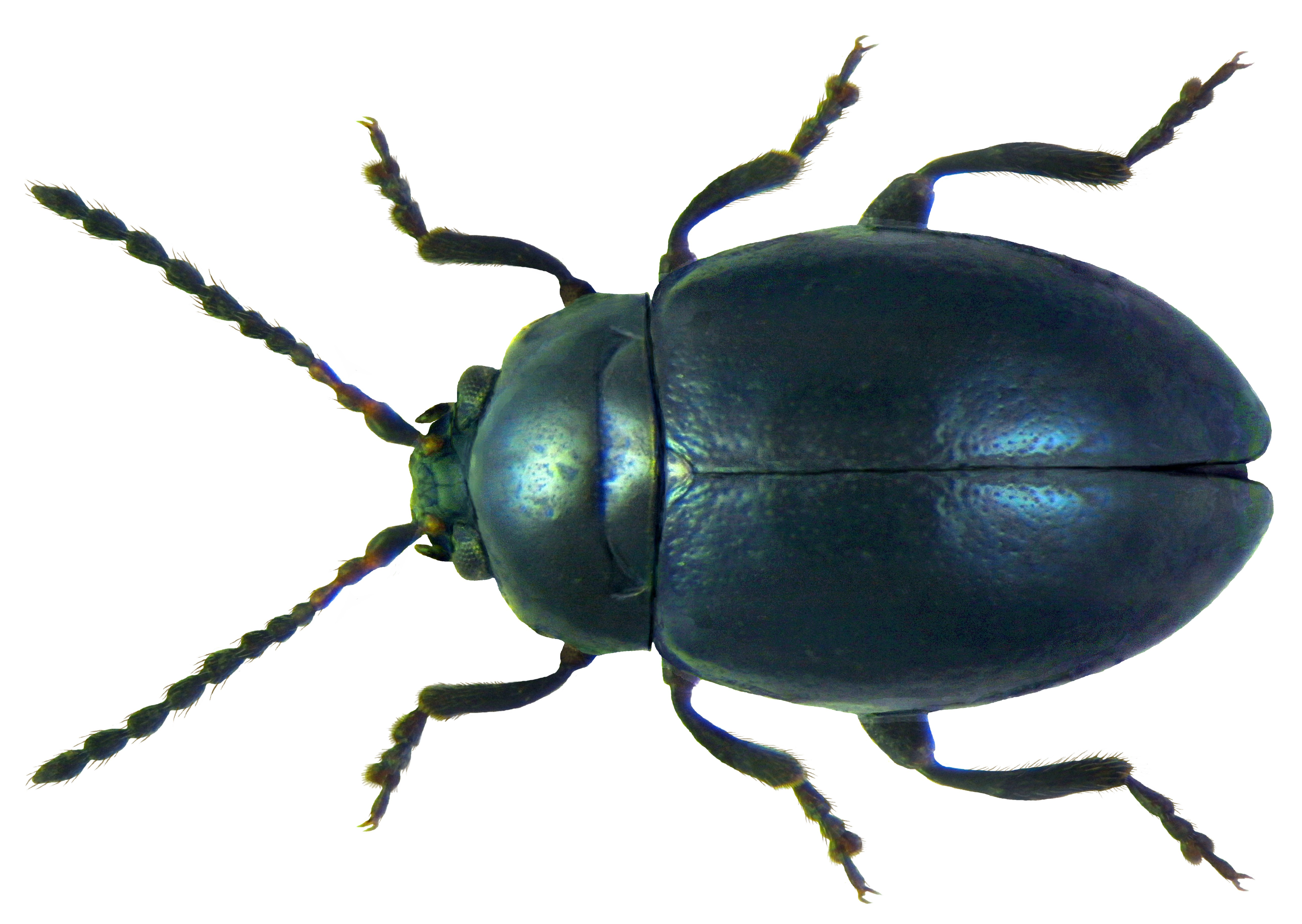